# プリンセスと魔法のキス
『プリンセスと魔法のキス』（プリンセスとまほうのキス、原題：The Princess and the Frog） は、ウォルト・ディズニー・アニメーション・スタジオが製作した長編アニメーション映画。全米では2009年12月、日本では2010年3月6日に公開された。2023年現在、ディズニーによる最後のセルアニメ制作による映画でもある。

## 概要
2002年に発表されたメリーランド州の作家E.D.ベイカーのジュブナイル小説『カエルになったお姫様（The Frog Princess）』を基にしている他、グリム童話『かえるの王さま』を劇中話に引用したりパロディとして使用している。舞台をニューオーリンズのフレンチ・クオーターにしたり、主人公を黒人の少女にするなどの変更が行われた。
ウォルト・ディズニー・アニメーション・スタジオ長編作品の第49作にあたり、前作『ボルト』までは3D映画だったが､本作のみ再びの2D作品である。同社の長編アニメーション映画としては、2004年公開の『ホーム・オン・ザ・レンジ にぎやか農場を救え!』以来の2D作品となる。監督は『リトル・マーメイド』や『アラジン』で知られるジョン・マスカーとロン・クレメンツである。
ヒロインのティアナは、2007年公開『魔法にかけられて』のジゼルを除けば、1998年公開『ムーラン』のファ・ムーラン以来の正式なディズニープリンセスとなる。
後述の理由で本作品をテーマにしたアトラクションがアメリカ国内のディズニーパークにオープンすることが2020年6月にウォルト・ディズニー・カンパニーから発表されたほか､ウォルト・ディズニー・アニメーション・スタジオの長編映画が日本で3月に公開されたのは2004年公開の『ブラザー・ベア』以来6年ぶりとなる。
なお、アメリカのアニメーション作品に見られる仲間内ジョーク「A113」は、本作品にも登場する。

## あらすじ
ニューオーリンズのフレンチ・クオーターに住むティアナは、亡き父・ジェームズの夢であった自分のお店のレストランを開くことを実現させる為に、別のレストランでアルバイトをしてお金を貯めて頑張っているひた向きな少女。
ティアナの夢が実現するのが近いとある日、マルドニア（架空の国）の王子であるナヴィーン王子がフレンチ・クオーターに来航し、幼い頃からプリンセスになることを夢見るティアナの幼馴染・シャーロットの父が開催する仮装パーティーに招待されているという。ティアナは調理人として出席したが、ティアナがレストランを開こうとしていた空き家に先客の買い取り手が出てしまう。シャーロットに促され、渋々プリンセスのドレスを着ることになったティアナは、ナーバスになり思いふけっていると、一匹のカエルが人間の言葉を話し、自分に話しかけて来たのだ。当然驚くティアナ。
カエルは、自分が悪い魔法使いドクター・ファシリエに促されるままに魔法をかけられてしまったナヴィーン王子だと名乗る。ナヴィーン王子の召使いであるローレンスは、彼の姿に成り代わり、シャーロットの父の財産を狙ってシャーロットに求婚する。ナヴィーンは人間に戻るためには「プリンセスとキスをすること」が条件だと言い、ティアナをプリンセスだと思い込み彼女にキスしてくれるようにせがむ。ティアナは躊躇の末キスをすることになったのだが、ナヴィーンの姿は戻らず、逆にティアナの姿がカエルに変わってしまったのだった。
カエルの姿に変わってしまったティアナとナヴィーンは衝突し、反りが合わない。ジャングルに着いた2人は、人間と一緒に演奏することが夢の巨大なワニ・ルイスと出会い、ナヴィーンと意気投合。更に一番星をメスのホタルだと勘違いして恋しているホタル・レイ（レイモンド）とも出会い、かけられた魔法を解くことが出来るという尼僧・ママ・オーディの元を目指し、密猟者に狙われるなどピンチに見舞われるが、胸の内を語り合ったティアナとナヴィーンは料理とダンスをお互い教え合ったりと心惹かれていく。
そしてティアナたちはママ・オーディと出会い、人間に戻して貰うように頼むが、彼女は「望むものではなく、本当に必要なものは何か考えること」をティアナたちに教える。そして夜の12時までにシャーロットにキスして貰うことで人間に戻れるとママ・オーディは言う。ティアナたちはニューオリンズまでの船に乗り、ルイスは仮装と間違われ、人間と一緒にパレードでトランペットの演奏をする夢が実現する。
一方ナヴィーンはティアナを愛していると自覚し、ティアナにプロポーズをしようとするも、夢を語る彼女を前に自分の気持ちを押し込めようとするが、ファシリエの影によって捕らえられてしまう。そのことを知らず、ティアナはレイからナヴィーンが自分にプロポーズするつもりだったことを聞くと喜ぶが、結婚式のパレードの最中ナヴィーンの姿をしたローレンスとシャーロットが寄り添う姿を見てしまう。ショックを受けるティアナは、思わずレイに「エヴァンジェリーンはただの星」と言ってしまうが、レイは信じず、ナヴィーンがファシリエに捕われていることを知ると、呪いの力の源であるタリスマンをファシリエから奪い取り、ティアナに渡すが、ファシリエによって踏みつけられてしまう。
ティアナの元にファシリエが現れ、ティアナは夢のレストランの幻影を見せられ、父親が苦労していたことなどを思いださせ、ファシリエはティアナからタリスマンを取ろうとするが、ティアナは「本当に大切なものは愛だ」ということを自覚し、タリスマンを破壊する。ファシリエは呪いの対価としてブードゥの影の魔物たちに引き込まれ、自分の墓に取り込まれた。
ティアナはパレードに出席しているのがナヴィーンでないことを知り、「貴方と一緒でないと夢は実現しない」と告白し、ナヴィーンと気持ちを確かめ合う。シャーロットはその現場に立ち会い、ナヴィーンとは結婚しないことを決め、2人を祝福する。しかしレイがファシリエによって瀕死の状態であることを知り、レイはティアナとナヴィーンの気持ちが通じ合ったことを知ると息絶える。悲しみに暮れるティアナたちだったが、レイを水葬した後、夜空のエヴァンジェリーンの隣に、一つの星が輝いている所を見て感激する。
ティアナとナヴィーンはカエルの姿のままジャングルの中で結婚式を挙げ、キスをすると元の人間の姿に戻る。ティアナがナヴィーンと結婚したことによって、プリンセスとなったからである。ニューオリンズに戻ると、ティアナとナヴィーンは正式な結婚式を挙げ、2人で協力してレストランを設立し、「ティアナのお城」と名付ける。開いたレストランでは、ルイスは店のミュージシャンとして人間と一緒にトランペットの演奏をし、ティアナとナヴィーンは２つの星が輝く夜空の下で踊り明かすのであった。

## 登場キャラクター
ティアナ
本作のヒロイン。幼い頃から料理を得意としており、亡き父に代わり自分のレストランを持つことを夢見ている。ひた向きかつ努力家で生真面目な性格で、当初はナヴィーンと衝突ばかりしていたが次第に彼への見方を変えていく。
ラセターはワシントン・ポストの取材に対し、これまでのディズニー作品でのヒロイン像との違いの一つとして、「彼女の夢が王子様と結婚することでないこと」を強調している。初のアフリカ系かつアメリカ合衆国国籍のディズニープリンセスである。プリンセスとしてはブルーもしくは金色の花をかたどった淡いイエローグリーンのドレスを着ている。人間時は彼女を演じたアニカ・ノニ・ローズと同じエクボがある。
企画時におけるヒロインの名は「Maddy」だったが、これは「Mammy」（お母ちゃん）に聞こえるということ以上に、「Addy」（典型的なアメリカ黒人奴隷の名前）に聞こえるという問題があり、「ティアナ」に変えられた。

ナヴィーン王子
マルドニア（架空の国家）の王子。本作におけるティアナの相手役。ウクレレを弾くことが趣味で、楽天的なお調子者のプレイボーイ。実はあまりの奔放ぶりに親からは勘当されており、そのことは世間には知られていない。ディズニーは彼を白人ではないと断言しており、肌の色は黒というより茶色く、有色人種だが、毛髪に黒人の特徴はなく、出自は不明である。
訪米中に言葉巧にファシリエによって魔法をかけられ、カエルの姿に変えられてしまう。カエルになっても無責任で怠け者だったが、ティアナと共に過ごしているうちに、やがて自らの力で何かをすることと欲を我慢することを学び、ひた向きに夢を追い続けるティアナに惹かれ始める。
終盤ではティアナと結婚し、ティアナのレストランで共に働いている。
シュガー・ラッシュ・オンラインにもカエルの姿で登場した。
ドクター・ファシリエ
本作の悪役。通称"影の男"。ブードゥーの呪術を操り、インチキ商売をしており、ナヴィーンをカエルに変えた張本人。ビッグ・ダディを呪い殺すことで遺産を奪い取り、ニューオーリンズの街を支配しようと企む。影が別個の意思を持っており、自由に動き回ることができる。
最後はティアナによって呪いの力の源であるタリスマンを壊された為、対価の支払いが不可能と判断され、影の魔物たちに代償として生きたまま冥界に取り込まれるという自業自得の最期を迎える。後には自分を模した墓だけが残された。
レイ（レイモンド）
ニューオーリンズの川辺に住むオスのホタル。ケイジャン。
ママ・オーディにティアナ達を会わせるための手助けする。「エヴァンジェリーン」という名前の一番星を、美しいメスのホタルだと思い恋しており、この想いが後に物語に大きな影響を与える。
物語の終盤、ファシリエからタリスマンを奪いティアナに託すが、激怒した彼に踏み潰されてしまう。瀕死の中、ティアナとナヴィーンが心が通じ合ったことを知ると息を引き取る。
ルイス
巨大なオスのワニ。ジャズを歌えたり、トランペットの演奏ができるお気楽な性格でナヴィーンと意気投合する。方向音痴なのが欠点。棘のある植物と銃をもった人間が苦手。
いつか人間に混じってジャズの演奏をするのが夢である。最後はティアナのレストランのミュージシャンになり、人間たちと演奏しており、その夢を叶えた。
ママ・オーディ
197歳の盲目のブードゥー教の尼僧。魔法を解いて貰うため、ティアナとナヴィーンは彼女の元を訪れることになる。ややとぼけた性格だが、ティアナとナヴィーンに「望むものではなく、本当に必要なものは何か考えて」という重要なアドバイスをする。ジャングルでのティアナとナヴィーンの結婚式では司祭を務めた。
ジュジュ
ママ・オーディのペットのヘビ。杖の代わりになったり、ママ・オーディを補佐している。
シャーロット・ラバフ
ティアナの親友。白人の裕福な家庭に育ち、少々思い込みが激しくワガママな所があるが、友達思いの心優しい性格。幼い頃からティアナと共にお姫様の物語を聞かされていたため、お姫様願望が強く、いつもピンクのドレスを着ている。
王子様のナヴィーンと結婚しようとしたが、その彼は成り済ましたローレンスだと知り驚く。本物のナヴィーンはティアナと両想いになったことを知ると、感激のあまり涙を流しながら2人を祝福して結婚を諦める。その後、結婚式ではブーケトスの花束を受け取り、最後はティアナの店の来客として父親と共に訪れ、ナヴィーンの弟(6歳)と踊りながら「この際何年でも待つわよ」と王子様との結婚は全く諦めていない様子だった。
ローレンス
ナヴィーンの召使い。こき使われる生活に嫌気がさし、ファリシエと手を組み彼の魔法によってナヴィーンの姿に成り済まし、シャーロットに求婚する。しかし最後は、ファシリエのタリスマンが壊れたことで元の姿に戻り、偽王子として警察に逮捕された。
イーライ"ビッグ・ダディ"ラバフ
シャーロットの父。街一番の大富豪で、製糖工場を所有している。ベニエが大好物。ニューオーリンズ・マルディグラでは5年連続でカーニバル・キングに選ばれている。
ユードラ
ティアナの母。仕立屋を営む。ビッグ・ダディ曰く、ニューオーリンズ一の名人。働きすぎのティアナを心配しており、密かに孫の顔が見たいとも望んでいる。終盤ではティアナの店の来客として訪れる。
ジェームズ
ティアナの父。自身の得意料理であるガンボスープを看板メニューとしたレストランを持つのが夢だったが、彼女が大人になるまでに（戦争に行き）亡くなっている。彼の存在がティアナに「最も大切なもの」が何かを気づかせることになる。
ヘンリー・フェナー、ハービー・フェナー
「フェナー・ブラザーズ」という不動産の双子の兄弟。
レジー、ダーネル、トゥー・フィンガース
カエルの狩猟者。カエルになったティアナが喋ったことを知ると、血相変えて逃げて行った。

## 声の出演
| 役名                     | 原語版                                                | 日本語吹替版                                                   |
| ------------------------ | ----------------------------------------------------- | -------------------------------------------------------------- |
| ティアナ                 | アニカ・ノニ・ローズ                                  | 鈴木ほのか                                                     |
| ナヴィーン               | ブルーノ・カンバス                                    | 丹宗立峰                                                       |
| ドクター・ファシリエ     | キース・デイヴィッド                                  | 安崎求                                                         |
| ママ・オーディ           | ジェニファー・ルイス                                  | 荒井洸子                                                       |
| ラバフ                   | ジョン・グッドマン                                    | 玄田哲章                                                       |
| シャーロット・ラバフ     | ジェニファー・コーディー                              | 三瓶由布子                                                     |
| ローレンス               | ピーター・バートレット                                | 石住昭彦                                                       |
| レイモンド               | ジム・カミングス                                      | 駒田一                                                         |
| ルイス                   | マイケル・レオン・ウーリー                            | 小林アトム                                                     |
| ジェームズ               | テレンス・ハワード                                    | 三上市朗                                                       |
| ユードラ                 | オプラ・ウィンフリー                                  | 杉村理加                                                       |
| 幼少時代のティアナ       | エリザベス・ダンペアー                                | 藤井結夏                                                       |
| 幼少時代のシャーロット   | ブレアナ・ブルックス                                  | 諸星すみれ                                                     |
| ヘンリー・フェナー       | ジェリー・ケルニオン                                  | 後藤敦                                                         |
| ハービー・フェナー       | コーリー・バートン                                    | 多田野曜平                                                     |
| ビューフォード・デューク | マイケル・コリアー                                    | 飯島肇                                                         |
| レジー                   | リッチー・モントゴメリー                              | ふくまつ進紗                                                   |
| ダーネル                 | ドン・ホール                                          | 朝倉栄介                                                       |
| トゥー・フィンガース     | ポール・ブリッグス                                    | 根本泰彦                                                       |
| ステラ                   | ケリー・フーヴァー フランク・ウェルカー（犬の鳴き声） | 原語版流用                                                     |
| その他                   | N/A                                                   | 華村りこ 藤原堅一 田中英樹 小暮智美 五味真由子 粟野志門 関根航 |
| 日本語版制作スタッフ     |                                                       |                                                                |
| 演出・音楽演出           | 演出・音楽演出                                        | 松岡裕紀                                                       |
| 字幕翻訳                 | 字幕翻訳                                              | 稲田嵯裕里                                                     |
| 吹替翻訳                 | 吹替翻訳                                              | いずみつかさ                                                   |
| 訳詞                     | 訳詞                                                  | 高橋知伽江                                                     |
| 録音                     | 録音                                                  | 上村利秋                                                       |
| 制作担当                 | 制作担当                                              | 村井亨子 （スタジオ・エコー）                                  |
| 録音制作                 | 録音制作                                              | スタジオ・エコー                                               |
| 制作監修                 | 制作監修                                              | 津司大三                                                       |
| 制作総指揮               | 制作総指揮                                            | 佐藤淳                                                         |
| 日本語版制作             | 日本語版制作                                          | Disney Character Voices International, Inc.                    |

## 主題歌・劇中歌
主題歌
- 『Never Knew I Needed』 歌：ニーヨ

劇中歌
- 『それがニューオーリンズ（Down in New Orleans）』歌：ドクター・ジョン
- 『夢まで あとすこし（Almost There）』歌：アニカ・ノニ・ローズ（鈴木ほのか）
- 『ファシリエの企み（Friends on the Other Side）』歌：キース・デイヴィッド（安崎求）
- 『もうすぐ人間だ（When We're Human）』歌：マイケル・レオン・ウーリー（小林アトム）、ブルーノ・カンバス（丹宗立峰）、アニカ・ノニ・ローズ（鈴木ほのか）
- 『連れて行くよ（Gonna Take You There）』歌：ジム・カミングス（駒田一）
- 『ぼくのエヴァンジェリーン（Ma Belle Evangeline）』歌：ジム・カミングス（駒田一）
- 『もう一度考えて（Dig a Little Deeper）』歌：ジェニファー・ルイス（荒井洸子）
- 『それがニューオーリンズ（フィナーレ）（Never Knew I Needed ）《finale》』歌：アニカ・ノニ・ローズ（鈴木ほのか）

## 地上波放送履歴
| 回数  | テレビ局   | 番組名           | 放送日        | 放送時間      | 備考 |
| ----- | ---------- | ---------------- | ------------- | ------------- | --- |
| 初回  | 日本テレビ | 映画天国         | 2014年3月10日 | 26:29 - 28:00 | 地上波初放送。 一部挿入歌がカット編集された。 |
| 2回目 | 日本テレビ | 金曜ロードショー | 2023年12月1日 | 21:00 - 22:54 | 当番組のリクエスト企画『金曜ロードショーで見たいディズニー長編アニメーション映画』の上位4作品に選出。 ゴールデンタイム初放送。本編ノーカット放送。 |

## 評価

### 興行成績
北米では、映画興行収入ランキングに、初登場1位（2500万ドル）であった。日本公開時の映画興行収入ランキングでは、初登場5位であった。
高い評価を得て世界中でおよそ2億7千万ドルの興行成績を得たが、ディズニー社が予想していたほどの収益は得られなかった。同社は原因が「プリンセス」を強調しすぎていたために男子層からあまり支持を得られなかったことにあると考え、次作『塔の上のラプンツェル』の原題を『ラプンツェル』（Rapunzel）から『タングルド』（Tangled）に変更している。

### 受賞＆ノミネート
斜体太字は受賞した部門
第82回アカデミー賞
- 長編アニメ映画賞
- 主題歌賞
  - それがニューオーリンズ
  - 夢まで あとすこし

第37回アニー賞
- アニメ映画賞
- 映画美術賞
- 最優秀声優賞 (Voice Acting in a Feature Production)
  - ジェニファー・コーディ（シャーロット役）
  - ジェニファー・ルイス（ママ・オーディ役）

### 黒人社会からの批判・評価
「ディズニーが作った黒人アニメ映画」としての本作の内容に関しては、1946年のディズニー映画『南部の唄』のような大きな批判はなく、「黒人少女が心から受け入れられる」 初のアフリカ系アメリカンのディズニープリンセス作品、待望の黒人プリンセスとしての賞賛がある一方、仲間のホタルが歯抜けとして描かれている点や、なぜ物語の大部分ティアナがカエルの姿なのか等が批判された。
声優を務めたオプラ・ウィンフリーはディズニーの配慮を賞賛した上で、「残念ですが、不満を持つ人々が映画を見ない限りは、ティアナはおそらくディズニー最後の黒人のプリンセスになるでしょう」とコメントしている。
ティアナのディズニープリンセスグッズでは、黒い肌が明るく「漂白」され、カエルまたは自然の象徴である緑のドレスを着たものもある。

### アトラクション
2020年6月25日、ウォルト・ディズニー・カンパニーはアメリカ・カリフォルニア州のディズニーランド・リゾートとフロリダ州のウォルト・ディズニー・ワールド・リゾートで人気アトラクションとなっている『南部の唄』がテーマの「スプラッシュ・マウンテン」の設定を変更し、本作品をモチーフにした施設に改装することを発表した。本作品でティアナ役を務めたアニカ・ノニ・ローズは「ディズニーランドと（ウォルト・ディズニー・ワールド・リゾート内の）マジック・キングダムの両方で実現することを知って、本当にワクワクしています。ファンの皆さんはきっと大喜びすると思います」とのコメントを発表した。
2022年7月1日、新アトラクション名が「ティアナのバイユー・アドベンチャー（Tiana's Bayou Adventure）」になったことを発表。それに伴い、ディズニーはアメリカ国内のスプラッシュ・マウンテンを2023年1月と同年5月に順次閉鎖した。
2024年5月12日、ウォルト・ディズニー・カンパニーはウォルト・ディズニー・ワールド・リゾートでの新アトラクション開業日時について、同年6月28日に決定したことを発表した。ディズニーランド・リゾートのアトラクションについても、同年11月15日に開業予定としている。
なお、スプラッシュ・マウンテンは日本・千葉県の東京ディズニーランドにも設置されているが、同アトラクションの処遇について、運営会社のオリエンタルランドは日本経済新聞や朝日新聞などの取材に対して、「（題材の変更は）アメリカで決まったことなので、現時点でのリニューアルについてはまだ決まっていないが、ウォルト・ディズニー・カンパニーとの間で検討を始めている」とのコメントを発表しており、日本についても、題材変更の可能性があることを示唆している。
スプラッシュ・マウンテンを巡っては、2020年5月に発生したミネアポリス反人種差別デモが世界各地に拡大した際に、同アトラクションのテーマとなっているディズニー映画の『南部の唄』が黒人描写の問題で全米黒人地位向上協会からの抗議を受け、1986年から封印作品の扱いとなっており、2020年時点でもウォルト・ディズニー・カンパニーが「時代に適していない」として、その方針を変えていない経緯から、本作品などをテーマにしたアトラクションに変更を求める署名運動が発生していた。

## アニメシリーズ
2020年12月11日、「Disney Investor Day 2020」にてティアナの新しい物語を描く長編アニメシリーズ『Tiana』が発表された。
ショーランナー、脚本共にジョイス・シェリーが務める。ティアナ役の声優を集めたアニカ・ノニ・ローズが再びアフレコを担当。定額制動画配信サービスのDisney+での配信公開を予定していた。
2025年3月、ウォルト・ディズニー・アニメーション・スタジオによる制作方針変更を理由として、本シリーズの制作を中止したことがアメリカの複数メディアから報じられた。